# 若舎人部広足
若舎人部 広足（わかとねりべ の ひろたり、生没年不詳）は、奈良時代の防人。

## 経歴・人物
常陸国茨城郡の人物。天平勝宝7歳（755年）2月、防人として筑紫に派遣された際、妻を思い詠んだ歌が『万葉集』に2首入集。4364番の歌は『若舎人部広足万葉歌碑』として茨城県行方市捻木に石碑がある。

## 歌
- 難波津に 御船下ろ据ゑ 八十楫貫き 今は榜ぎぬと 妹に告げこそ[1]
- 防人に 立たむ騒きに 家の妹が 業べきことを 言はず来ぬかも[2]